# Liu Xiang
Liu Xiang (født 13. juli 1983 i Shanghai, Kina) er en kinesisk atletikudøver (hækkeløber), der gennem sin karriere har vundet adskillige medaljer i både VM- og OL-sammenhæng. Hans foretrukne disciplin er 110 meter hæk, hvor han op gennem 2000'erne har været en særdeles dominerende figur.

## Resultater
Liu står noteret for både OL- og VM-guld, der blev vundet ved henholdsvis OL i Athen 2004, og VM i Osaka 2007. I VM-sammenhæng har han desuden vundet både en sølv- og bronzemedalje. Alle medaljerne er vundet i 110 meter hæk, hvor han desuden den 27. august 2004 satte en verdensrekord, der stod i næsten fire år.